# Macskakő

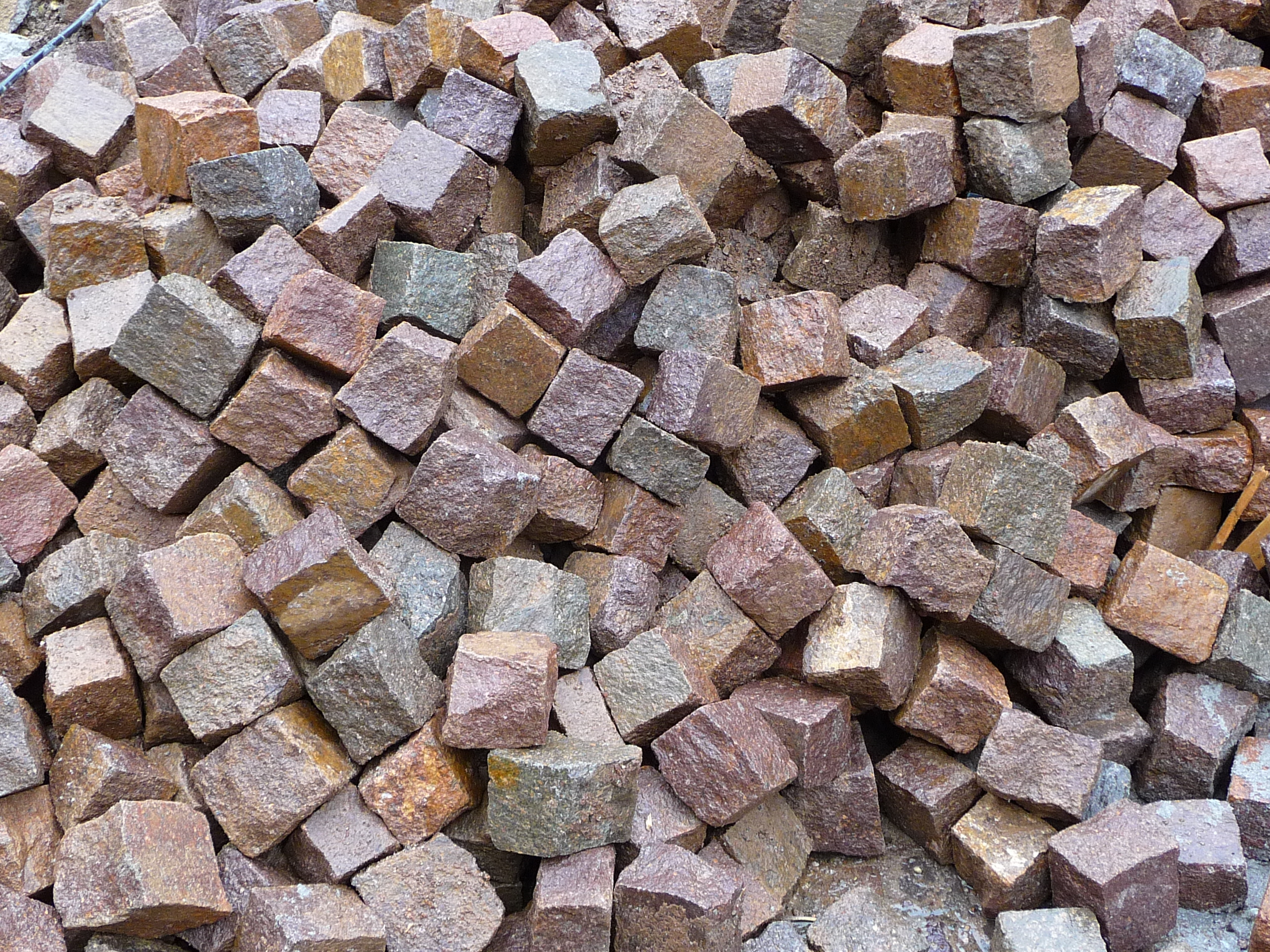
Macskakövek útrakészen

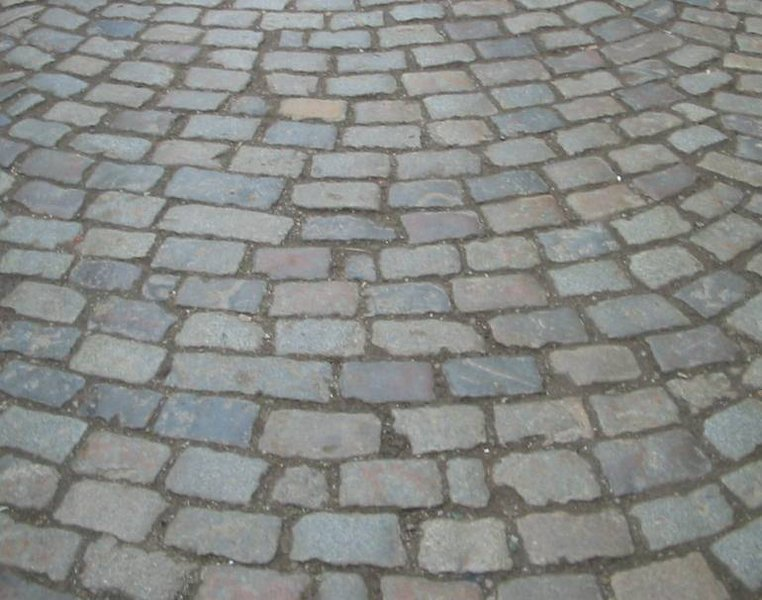
Téglalap alakú macskakövek

A macskakő utak, terek kövezésére használt, szögletesre faragott, domború felületű, általában vulkáni kő. Szaknyelven: bazaltkockakő burkolat. A második világháborúig elterjedt szabadtéri burkolási módszer volt a macskakövek szoros, adott mintázatú lerakása. (A kiskockakő esetében cirmosan ívelt, a nagykockánál az útpálya vonalához képest ferde vagy merőlegesen négyzethálós formában lerakva.) Az 1960-as évektől kezdve váltotta fel az aszfalt burkolat. A macskakő előnye, hogy nagy szilárdságú, és a köveket többször is le lehet rakni, mivel nincsenek egymáshoz rögzítve; hátránya, hogy esőben a felülete csúszóssá válik.

## Lelőhelye
Az Osztrák–Magyar Monarchia sok városának, így Bécsnek az utcáit is a somoskőinek nevezett bazaltkővel kövezték. A somoskői bazaltorgona (=bazaltömlés) ma is látható, a kőbánya a falutól néhány száz méterre (ma Szlovákiában) levő Macskalyuk kőbányájában és más környékbeli kőbányákban folyt. A hatszögletű változatot a lassú folyású, gyorsan kristályosodott bazaltoszlopokból „csak” méretre kellett vágni.
A holland nemesi származású Alfonz Janssen de Limpens (1843–1906) Somoskő község határában emelkedő Nyerges-hegy lapos csúcsán 1878-ban nyitotta meg kőbányáját. Ez volt az úgynevezett „bremszi-bánya”. Két év múlva Alfonz a szomszédos Medves-hegyen tárta fel a „macskalyuki-bazaltbányát”. Évtizedeken át ez volt hazánk legnagyobb kőbányája, melyet nemcsak a kedvező szállítási viszonyok, hanem a medvesi bazalt minősége alapozott meg. Ebből a bazaltból lehetett a legkönnyebben a legszebb kockaköveket kifaragni. Alfonz Janssen fia, limpensi Janssen Lajos, szabadalmi ügyvívó, mérnök nem vitte tovább az apja üzletét. 1897-ben Rimarurány-Salgótarján Rt. szerezte meg a bányát, majd a Somoskői Bazaltbánya Rt. művelte. Krepuska Géza orvos 1905-ben vett itt birtokot, amelynek része volt a Macskalyuk kőbánya is.

## Lerakása

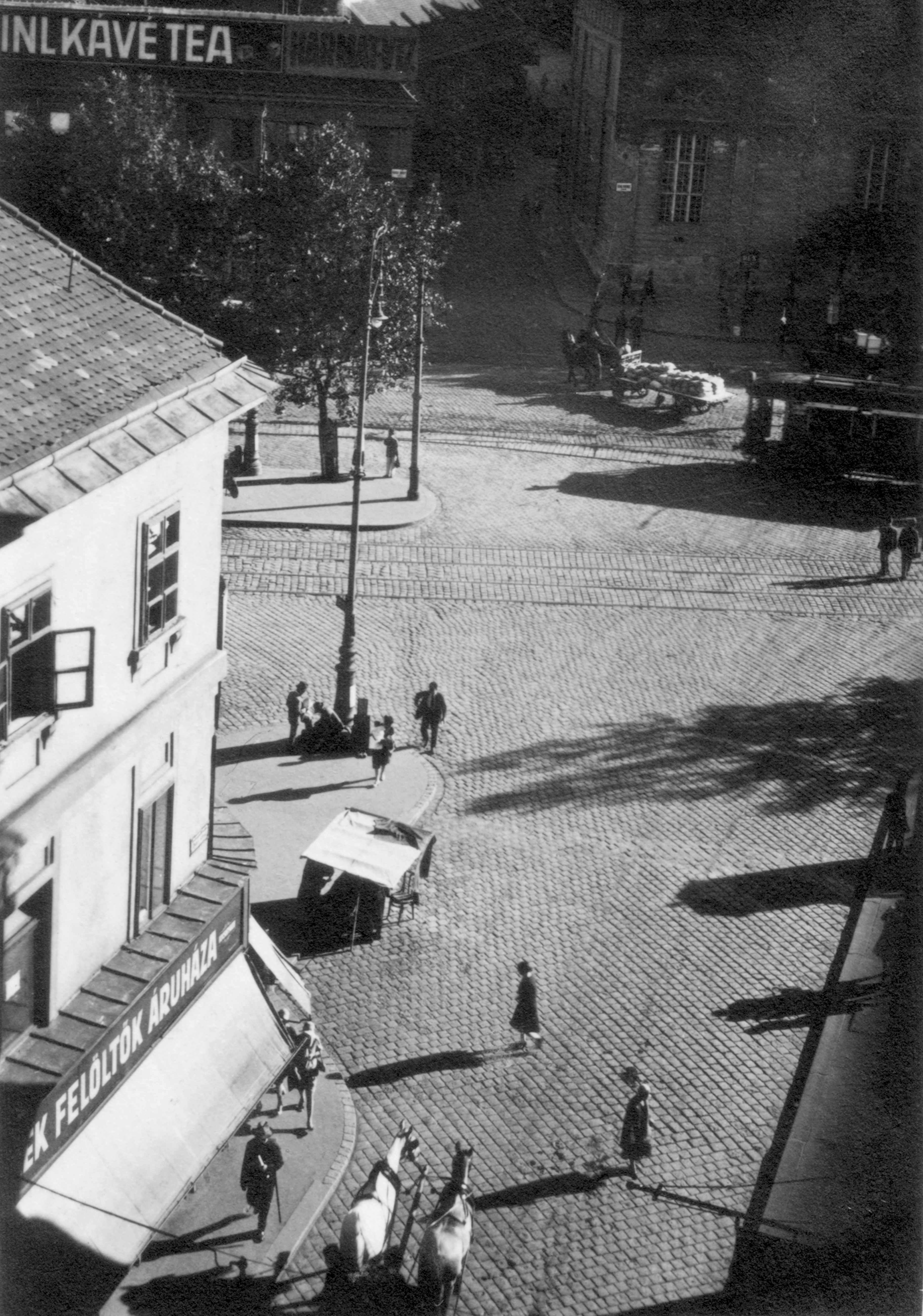
A macskaköves Károly körút a Király utca torkolatából, szemben a mai Bárczy István utcával Budapesten, 1931

A kiskockakő lerakása többféle mintázatban történhetett. Elterjedt a „kétsoros átkötés”, szokásos volt még a négy- és hatsoros átkötés. Mind az említettek, mind a hullámvonalú (koszinuszgörbére emlékeztető körívillesztések) mintázat a kiskockakő szabálytalan mérete és alakja miatt észszerű kőfektetési módok: a különböző méretű kövek így csaknem maradéktalanul felhasználhatóak.
Míg a kiskő és kiskockakő szabálytalansága miatt (méretük 10–12 cm-es él a látható felületen) erre a módszerre szükség volt, addig a „bányanedves” állapotban pontosabban hasított és megmunkált nagykockakő burkolatot (18×18 cm) egyenes vonalban, általában az úttengellyel 45 fokos szöget bezárva fektették az ágyazatba. Ekkor viszont szükség volt a széleken püspöksüveg kőre, kötőszögkőre, esetleg háromszögkőre, valamint kötőkőre (27×18 cm) az úttengelyben is. (A kövek kötésben rakása mindig kevésbé bomló felületet jelent, mint a hálós, sakktáblaszerű fektetés).

## Burkolatként

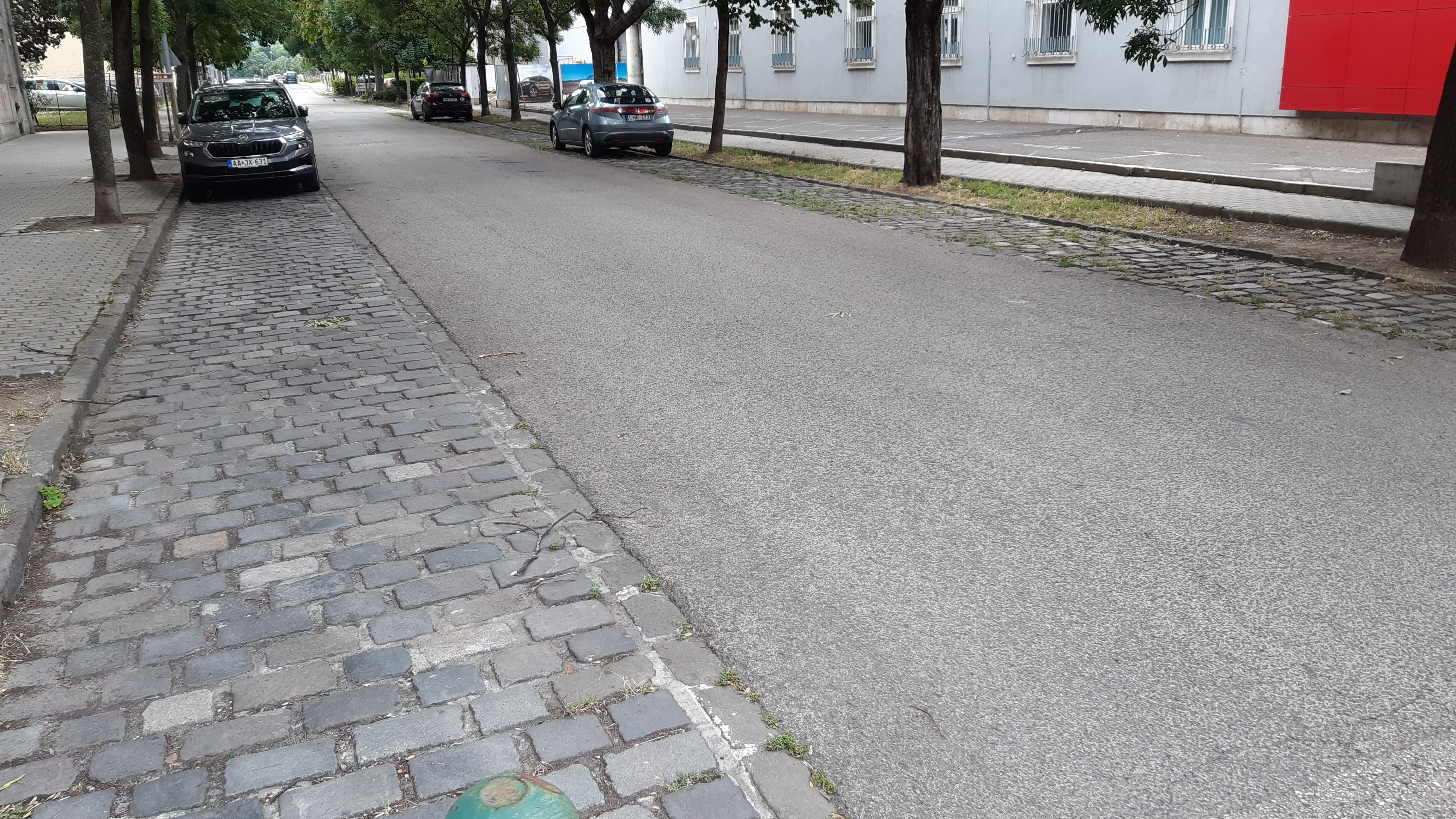
Macskakővel burkolt parkolósávok egy felújított utca szélein

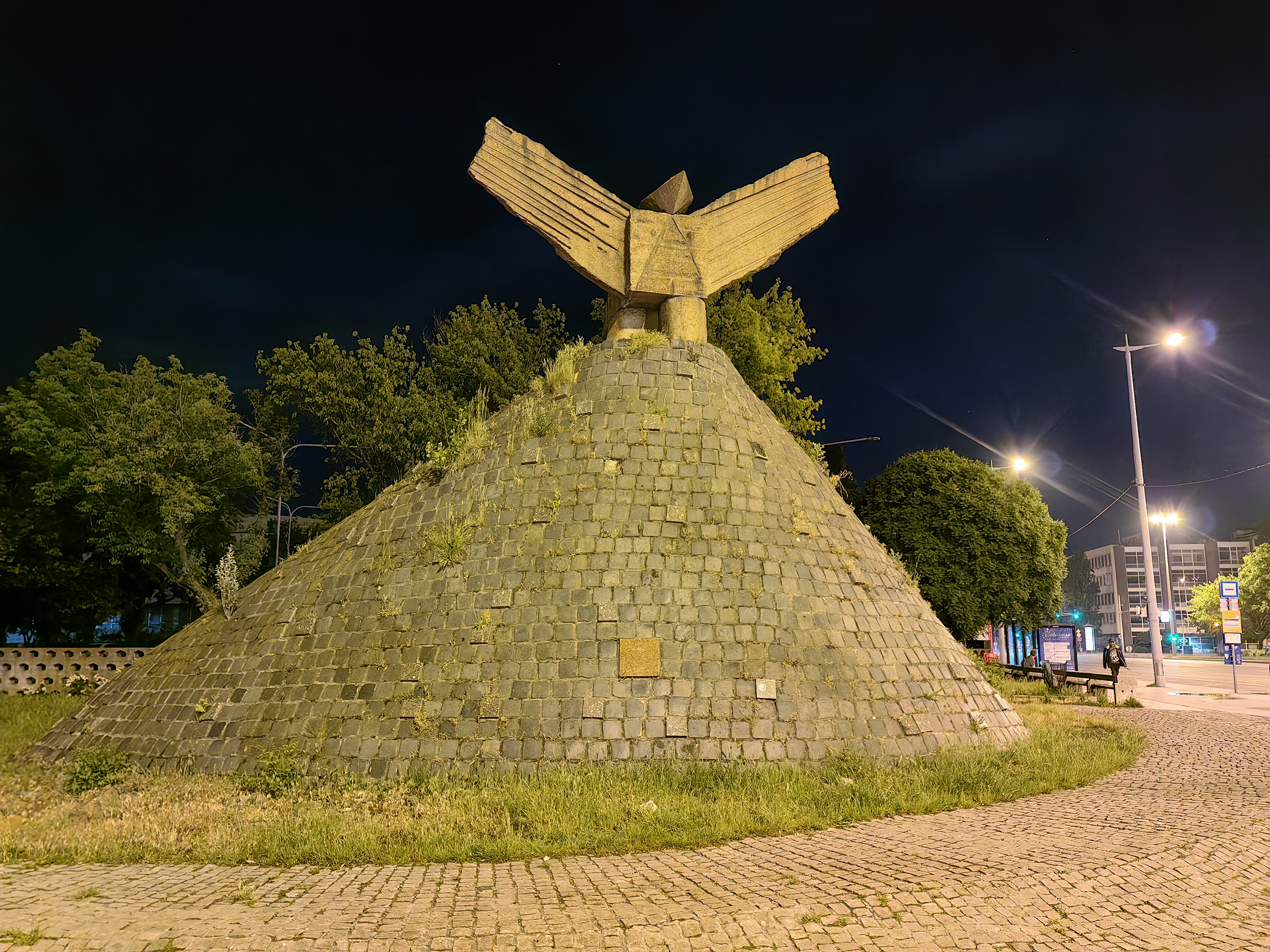
A Nagyvárad téri Béke-emlékmű macskaköves talpazata

A macskakövet a régi rómaiak is használták. A nagyobb kövek találkozásához kisebb fehér köveket raktak, úgynevezett "macskaszemeket", amelyek visszaverték a Hold fényét. Ez segített az éjszaka közlekedőknek.

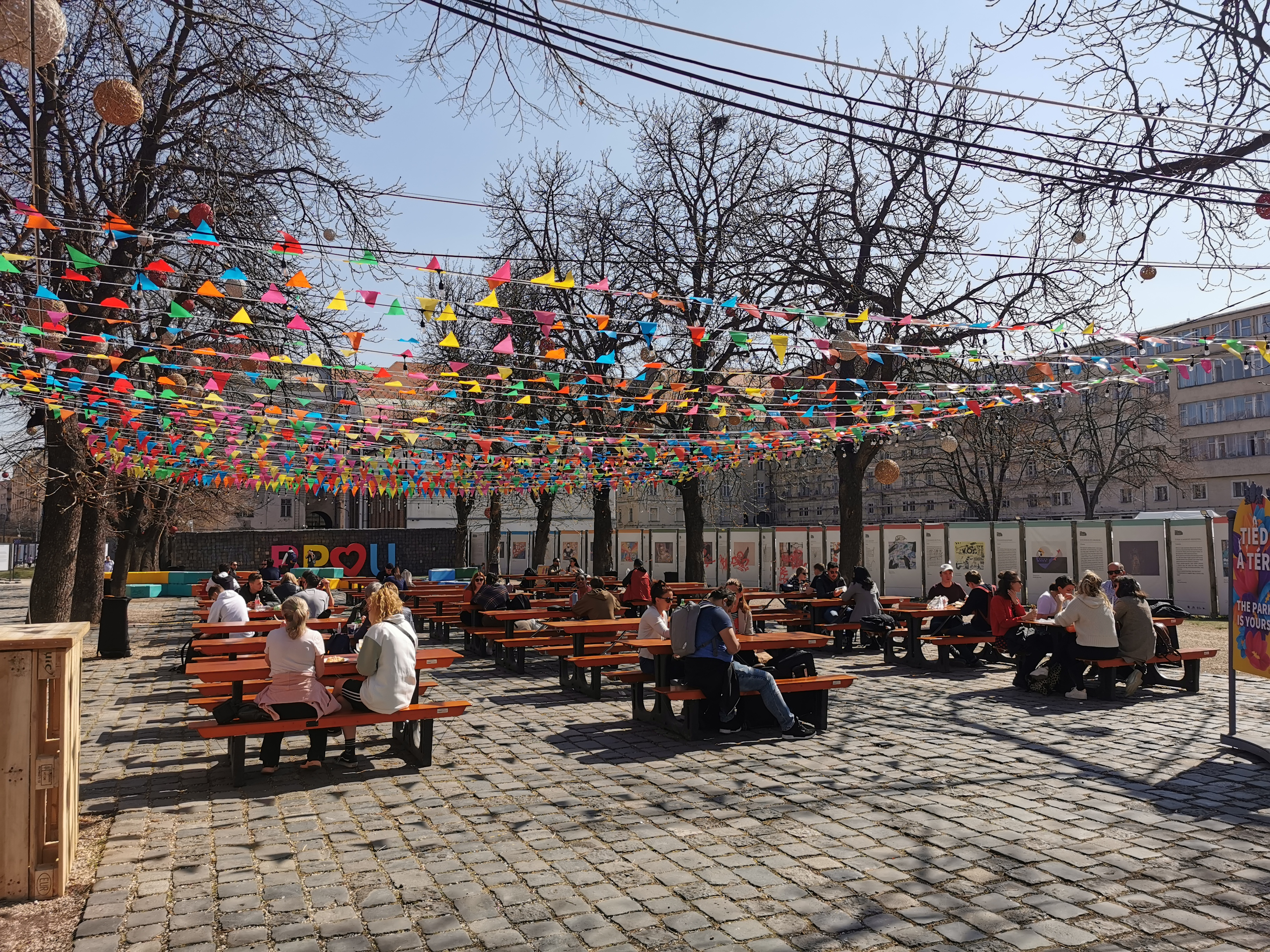
Városháza park a fővárosban

A macskakő sokáig képezte az utcaképek részét, mint bevált burkolat, még  bizonyos gyalogátkelők zebráit is fehér kövekből rakták ki a kőburkolatokban, a köveken való közlekedés idővel azonban több problémával és kényelmetlenséggel járt: a csúszósság mellett a legjellemzőbb problémája a rázkódás volt, miután a motorizáció fejlődésével a nagyobb sebességű gépjárművek, de akár kerékpárok esetében is a kövezet az egyenetlenségeit a járművekre és a benne, illetve rajta utazókra közvetítette, növelve a jármű technikai igénybevételét, és csökkentve az utazás komfortját. Később az is gyakori volt, hogy kövek tűnjenek el az évtizedes, elhanyagolt kőburkolatokból, jelentős kátyúkat okozva – tipikusan ilyen út volt Budapesten a Dózsa György út és a Thököly út, melyek macskakő burkolata az 1990-es évekre jelentősen leromlott. Az ezredforduló után sok közút megújult, köztük a fent nevezettek is, így a macskaköves közutak jócskán megritkultak, igaz több helyen a kövek felszedése nélkül, egyszerűen ráaszfaltozva „oldották meg” a kövezet okozta problémákat. Teljesen azonban nem tűntek el, mivel a macskakövet nem csak útburkolásra, hanem szegélykőnek, padkának, építészeti elemnek is használták. Az úttesteken is újrahasznosították, mikor számos utca vagy út felújítása során azok  parkolósávjait „térkövezték” le velük. Gyalogos forgalmú köztereken is felbukkant, mint például a fővárosi Városháza parkban, ahol nagyrészt macskakő alkotja a burkolatot.

## A szó eredete
A kifejezés eredetére nézve több feltételezés létezik.
- Sok macska- előtagú kifejezésünk van.[7] Az előtag az állatra vagy testrészeihez való hasonlatosságra utal és van, amelyikben az előtagnak (a macskának) lekicsinylő, gúnyos, tréfás árnyalata van. Idegen mintára (német, francia stb.) alakult tükörszó is található köztük. Ilyen a macskakő is, amely szófejtő nyelvészek szerint valószínűleg régi német nyelvből vett tükörszó, a macskafejkőből (Katzenkopfstein) rövidült. Érdekes, hogy míg a magyar rövidülésben a „fej” (Kopf) maradt el, addig a németben a „macska” (Katze). A német nyelvterületen használt mai alakja Kopfstein (fejkő).
- A macskakő szó nyelvünkben már az 1300-as évek elejéről kimutatható, a Magyar oklevélszótárban „machkakw” formában található.
- A macskakő szó eredete egy másik, kevésbé valószínű, inkább népetimológia-szerű feltételezés szerint a cseh nyelvből származik. A cseh nyelvben a ’macska’ „kočka” [kocska]. A 13. század közepén a kocka formájú köveket északról importálták Magyarországra.[forrás?] A beszállítók később gúnyosan, magyarra visszafordítva emlegették „macskakő”-ként. – Ez a népies eredeztetés hangtani és történeti okok miatt valószínűtlen. Egyébként a cseh nyelvű beszélők számára a magyar „kockakő” szó azért sem hangzana furcsán, mert a cseh nyelvben a macskakő (kockakő) kifejezés megfelelője „dlažební kostka” (jelentése szó szerint ’útburkolati kocka’). Éppen az ebben szereplő „kostka” szóból származhat a magyar „kocka” (eredetileg a szláv nyelvben és a magyarban is ’csont’ alapjelentéssel), de a ’kockakő’ jelentéshez vezető fejlődés (’csont’ > ’csontból készült dobókocka’ > ’kocka formájú tárgy’) nagy része már külön ment végbe a két nyelvben.[8]

## A macskakő mint szimbólum
- A polgári forradalmak jellegzetes képe, hogy a városokban a felszedett macskakövekből barikádokat építenek. Ennek az emlékét idézi fel A sípoló macskakő című film is.
- Irodalmi alkotásokban néha hangulatfestő elemként is alkalmazzák.

| Járom az utam a macskaköves úton, A léptem kopog esős éjszakán, Az ütött-kopott utcák nevét tudom, Mert én itt születtem, ez a hazám. – G. Dénes György–Horváth Jenő: Járom az utam |